# Especially for You
Especially for You este al cincilea single internațional, lansat de Kylie Minogue în perioada Crăciunului, fiind un duet cu Jason Donovan. Nu a fost inclus pe albumul ei de debut, dar a fost pe albumul de debut al lui Jason, Ten Good Reasons. Melodia a fost inclusă totuși pe varianta americană a albumului Enjoy Yourself. A fost lansat ca single pe 28 noiembrie 1988, fiind compus de Stock, Aitken & Waterman. 